# Sabi Kyun
Sabi Kyun är en ö i Myanmar.   Den ligger i regionen Taninthayiregionen, i den södra delen av landet, 900 km söder om huvudstaden Naypyidaw. Arean är 23,3 kvadratkilometer.
Terrängen på Sabi Kyun är lite kuperad. Öns högsta punkt är 302 meter över havet. Den sträcker sig 8,1 kilometer i nord-sydlig riktning, och 5,2 kilometer i öst-västlig riktning.